# أليسون ريد (راقص)
أليسون ريد (بالإنجليزية: Alyson Reed)‏ (و. 1958  م) هي راقصة، وممثلة مسرحية، وممثلة تلفزيونية، وممثلة أفلام، ومغنية أمريكية، ولدت في آناهايم.

## وصلات خارجية
- أليسون ريد على موقع IMDb (الإنجليزية)
- أليسون ريد على موقع ألو سيني (الفرنسية)
- أليسون ريد على موقع ميوزك برينز (الإنجليزية)
- أليسون ريد على موقع أول موفي (الإنجليزية)
- أليسون ريد على موقع قاعدة بيانات برودواي على الإنترنت (الإنجليزية)
- أليسون ريد على موقع قاعدة بيانات الأفلام السويدية (السويدية)
- أليسون ريد على موقع ديسكوغز (الإنجليزية)
- أليسون ريد على موقع قاعدة بيانات الفيلم (الإنجليزية)
- أليسون ريد على موقع كينوبويسك (الروسية)